# Giuseppe Lattanzi (motociclista)
Giuseppe Lattanzi (Ancona, 21 marzo 1924 – Ancona, 19 giugno 1955) è stato un pilota motociclistico italiano.

## Carriera
Nel 1955 era pilota del team Fratelli Boselli con una FB Mondial nel motomondiale in classe 125, ottenne due podi e chiuse 4º in classifica del mondiale dietro a Carlo Ubbiali, Luigi Taveri, e Remo Venturi, tutti piloti ufficiali MV Agusta.
Morì durante la 10ª edizione della Milano-Taranto, mentre era al comando della gara, a soli 9 km dalla sua città natale. Proprio questo incidente mortale, unito a quelli di Angelo Montevecchi e Ermanno Camilletti, tutti avvenuti in questa edizione della corsa e a piloti in sella a modelli da gran premio, portò alla decisione degli organizzatori di escludere quel tipo di motocicletta dalla gara. 

## Risultati nel motomondiale
| 1955 | Classe | Moto       |   |   |   |  |    |  |    |  |  | Punti | Pos. |
| ---- | ------ | ---------- | - | - | - |  | -- |  | -- |  |  | ----- | ---- |
| 1955 | 125    | FB Mondial | 4 | 3 | 3 |  | NE |  | NE |  |  | 11    | 4º   |

| Legenda | 1º posto        | 2º posto            | 3º posto            | A punti      | Senza punti        | Grassetto – Pole position Corsivo – Giro più veloce |
| Legenda | Gara non valida | Non qual./Non part. | Ritirato/Non class. | Squalificato | '-' Dato non disp. | Grassetto – Pole position Corsivo – Giro più veloce |